# Jütchendorf
Das ehemalige Sackgassen- und heutige Straßendorf Jütchendorf ist ein Ortsteil von Ludwigsfelde, einer Mittelstadt im Brandenburger Landkreis Teltow-Fläming. Das bis 1973 selbständige Dorf liegt rund sechs Kilometer südwestlich des Stadtzentrums von Ludwigsfelde und etwa 16 Kilometer südwestlich von Berlin. Der Ort hat 109 Einwohner (Stand 31. Dezember 2023) auf einer Gemarkungsfläche von 3,76 km².
Jütchendorf liegt im Naturpark Nuthe-Nieplitz an der Nuthe und am Ostufer des Gröbener Sees. Naturräumlich zählt das Dorf zur Nuthe-Nieplitz-Niederung und kulturräumlich zum Teltow.

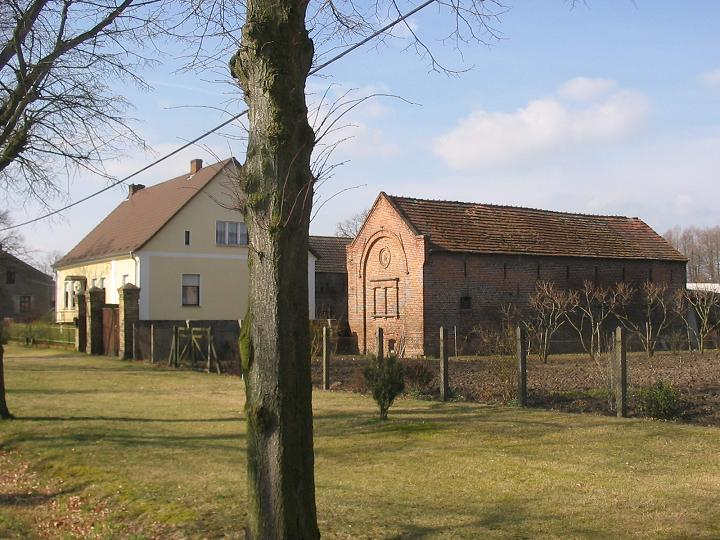
Kleiner Bauernhof in Jütchendorf

## Jütchendorf heute

### Lage und Einrichtungen

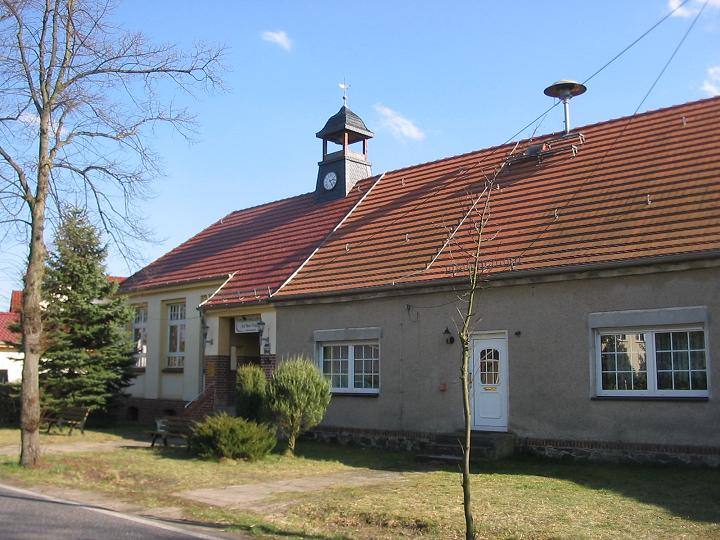
Links: Dorfgemeinschaftshaus im Gebäude der alten Schule mit restauriertem Glockenturm

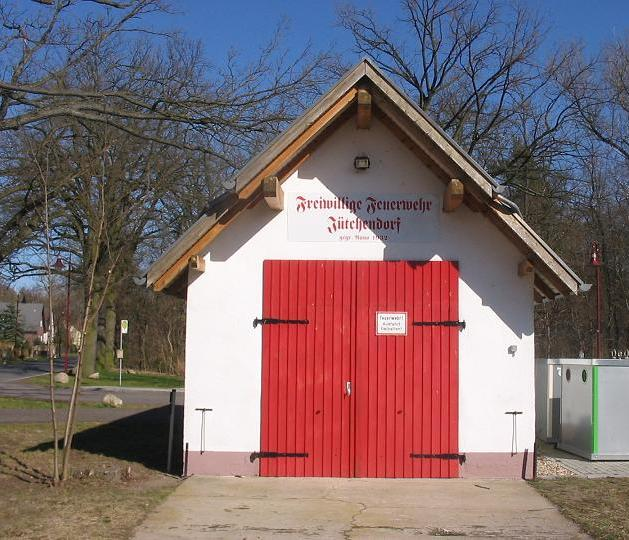
Feuerwehrhaus der Freiwilligen Feuerwehr

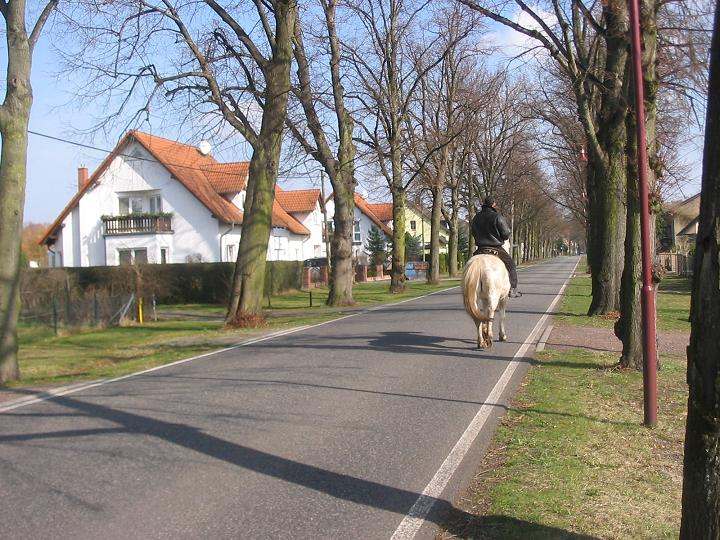
Typisches Straßendorf

Jütchendorf ist umgeben von folgenden Orten: Im Süden/Südwesten von Mietgendorf und Schiaß, im Norden von Gröben, im Nordosten von Siethen – sämtlich gleichfalls Ortsteile von Ludwigsfelde – und im Südosten vom Trebbiner Ortsteil Kleinbeuthen. Durch den Ort führt die Verbindungsstraße von Schiaß, die in die Verbindungsstraße zwischen Gröben und Großbeuthen mündet.
Das Dorf gehört zur evangelischen Gemeinde Ahrensdorf/Gröben/Nudow/Siethen im Kirchenkreis Zossen des Sprengels Görlitz, Evangelische Kirche Berlin-Brandenburg-schlesische Oberlausitz. Da der Ort kein eigenes Kirchengebäude hat, nehmen die Jütchendorfer die Angebote der Kirchen in Gröben oder Siethen war. Da auch keine Schule mehr vorhanden ist, werden die Kinder per Schulbus zur 4. Ludwigsfelder Grundschule gebracht.
Das Gebäude der ehemaligen Schule wird heute als Dorfgemeinschaftshaus „Zur Alten Schule“ genutzt. Auf dem Dach befindet sich ein historischer Glockenturm der Schule, der 2003 durch Spenden von Bürgern und Firmen wieder errichtet und mit einer Turmuhr mit Glockenschlag ausgestattet wurde. Das Gemeinschaftshaus dient als Wahllokal, als Treffpunkt und für Ausstellungen. Einmal monatlich tagt beispielsweise der Jütchendorfer Malkreis unter Anleitung einer Berliner Malerin, die in Berlin-Friedenau eine Kunstwerkstatt betreibt und 1996 nach Jütchendorf gezogen ist. (Stand 2007). Ferner gibt es die Freiwillige Feuerwehr mit Feuerwehrhaus, die am 19. November 1932 gegründet wurde und inzwischen eine Ortslöschgruppe der Ludwigsfelder Feuerwehr bildet.

### Wirtschaft und Dorfbild
Das Wirtschaftsleben des Dorfes ist überwiegend landwirtschaftlich orientiert. Die ehemals bedeutsame Fischerei im Gröbener See und in der alten Nuthe (in beiden Gewässern wurde der Fang in Zentnern bemessen) und der Weinbau (s. u.) spielen keine Rolle mehr. Am touristischen Aufschwung, der seit der Deutschen Wiedervereinigung Teile des südlichen Berliner Umlands erfasst, hat Jütchendorf keinen nennenswerten Anteil.
Die Häuser reihen sich zu beiden Seiten der Straße, die parallel zum Gröbener See verläuft. Neuere Einfamilienhäuser und Höfe bestimmen das architektonische Bild des Dorfes. Einige Höfe aus der Zeit um 1900 verfügen über Torhäuser, die ehemals mit Gebäuderingen ausgestattet waren. Flachdächer mit Tor und Eingangstür, die auf den angrenzenden Gebäuden aufliegen, verbanden ursprünglich die Wohnhäuser und Stallungen. Die Verbreitung der landwirtschaftlichen Maschinen erforderte neue Schuppen und Remisen, die die Lücken zwischen den Gebäuden schlossen. Nach der Kollektivierung der Landwirtschaft zur DDR-Zeit rissen der Verfall und Abriss von Scheunen und Ställen, die nicht mehr benötigt wurden, Lücken in die Gebäuderinge.

### Verwaltungsentwicklung in der Neuzeit und Politik
1933 hatte der Jütchendorf 142, 1939 158 und 2007 109 Einwohner. In früheren Zeiten ein Teil des Gutes Kleinbeuthen, gehörte Jütchendorf bis zu dessen Auflösung im Jahr 1952 als eigenständige Gemeinde dem Landkreis Teltow an. Anschließend kam das Dorf zum Landkreis Zossen und im Dezember 1993 zum neu gebildeten Landkreis Teltow-Fläming. Am 1. Januar 1974 wurde Jütchendorf nach Gröben eingemeindet. Seit dem 31. Dezember 1997 ist Jütchendorf ein Ortsteil der Stadt Ludwigsfelde.
Die Interessen des Dorfes vertritt der Ortsbeirat und der Ortsbürgermeister. Bei der Kommunalwahl 2003 bildete Jütchendorf gemeinsam mit Schiaß und Mietgendorf den Ludwigsfelder Wahlbezirk 0022; als Wahllokal diente das Jütchendorfer Gemeindehaus. Von 198 Wahlberechtigten nahmen 103 (= 52 %) teil, die ihre Stimmen wie folgt verteilten (gerundet): CDU 21 %, SPD 30 %, PDS 16 %, FDP 10 %, Bündnis 90/Die Grünen 9 %, DVU 0,35 % und Bauernverband Teltow-Fläming 13 %. %. Sandra Braun-Grüneberg aus Jütchendorf wurde vom Bündnis 90/Die Grünen als Direktkandidatin des Wahlkreises 23, Teltow-Fläming I, für die Landtagswahl 2004 nominiert (kam nicht in den Landtag).

## Etymologie
Die erste urkundliche Erwähnung findet Jütchendorf 1370 beziehungsweise im Landbuch Karls IV. aus dem Jahre 1375 als Jütkendorp. Laut Reinhard E. Fischer erfolgte die Benennung nach einem Mann mit dem deutschen Personennamen Godike. Christa und Johannes Jankowiak hingegen führen den Namen auf den slawischen Namen Chodk oder Godk (Kurzform von Chocimir) = Chodkendorp oder Godkendorp zurück. Im Brandenburgischen Namenbuch schreibt Gerhard Schlimpert: „Die slawische Herkunft des Personennamens ist jedoch viel wahrscheinlicher.“ Eine spätere Quelle verzeichnet den Ort als Jütckendorf und 1775 findet sich der heutige Name Jütchendorf.

## Geschichte bis zur frühen Neuzeit

### Frühe Besiedlung

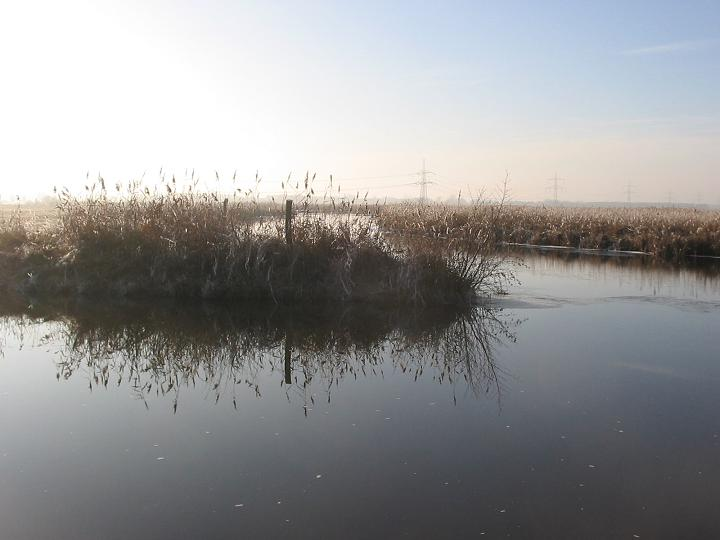
Niederung an der Mündung der Nieplitz in die Nuthe im Winter (Nuthe im Vordergrund)

Die feuchte, fruchtbare Nuthe-Niederung zog schon in vorgeschichtlicher Zeit Siedler an, wie Funde von Tierknochen, Tonscherben und Herdsteinen zeigen. Die Denkmalliste des Landes Brandenburg führt eine Reihe von Fundstellen in und bei Jütchendorf an, darunter eine Siedlung aus der Ur- und Frühgeschichte, eine Siedlung aus der Steinzeit, einen Einzelfund aus dem Neolithikum, Siedlungsplätze aus der Bronzezeit sowie ein Gräberfeld und Siedlungen aus der Eisenzeit. Ferner wurde eine Siedlung zur Zeit der Römischen Kaiserzeit nachgewiesen. Auch aus dem slawischen Mittelalter gibt es ein Bodendenkmal für eine Siedlung. Eine deutsche mittelalterliche Siedlung entstand mit dem Landesausbau im Zuge der Ostkolonisation im 12./13. Jahrhundert.

### Spätes Mittelalter und frühe Neuzeit

#### Grenze nach Westen

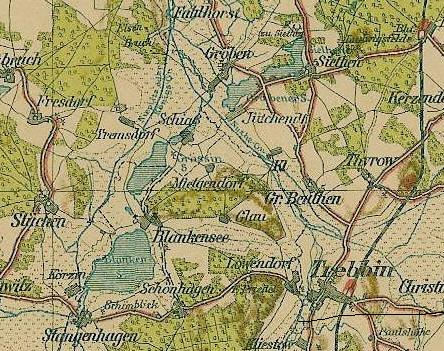
Pharus-Karte von 1903

Das Jütchendorfer Gebiet gehörte lange zum Grenzbereich nach Osten. Die Flüsse Nuthe und Havel bildeten bis in das 12. Jahrhundert die Grenze zwischen den slawischen Stämmen der Heveller in der Zauche und der Stodoranen im Teltow, die bei der Gründung der Mark Brandenburg 1157 durch den Askanier Albrecht den Bären eine mitentscheidende Rolle spielten. Die beiden Stämme mussten sich nicht nur gegen die übermächtigen Feudalstaaten aus dem Westen wehren, sondern lagen gelegentlich auch untereinander und mit weiteren angrenzenden Slawenstämmen in oft kriegerischem Streit. Die Askanier, die Brandenburg zuerst über die Zauche besiedelten, sicherten das Gebiet unter anderem mit einer Kette von Burgen entlang der Nuthe. Eine dieser Burgen befand sich im benachbarten Kleinbeuthen. Ruinen des späteren Schlosses an Stelle der alten Burg sind noch heute vorhanden.

#### Besitzende Adelsfamilien von Gröben und von Schlabrendorf
Besitzer des Orts waren zunächst Heinrich von der Gröben und später die Familie von Schlabrendorf. Beide Familien saßen im benachbarten Gröben. Die Familie von Gröben war kurz nach Gründung der Mark aus Gribehne (Sachsen-Anhalt) ins Land gekommen und hatte 1170 Gröben gegründet. In der Schlacht bei Tannenberg soll die Familie 20 Mitglieder verloren haben. Sie verließ daraufhin ihr Stammland Gröben und zog sich auf Besitzungen östlich der Weichsel zurück. Den von Gröbens folgten die von Schlabrendorfs, die die Entwicklung der Dörfer um Gröben und damit auch Jütchendorfs für Jahrhunderte prägte. Noch in der Mitte des 18. Jahrhunderts war ein Mitglied der Familie Erb- und Gerichtsherr in Jütchendorf, wie Theodor Fontane in den Wanderungen durch die Mark Brandenburg aus den Aufzeichnungen im Gröbener Kirchenbuch zitiert:

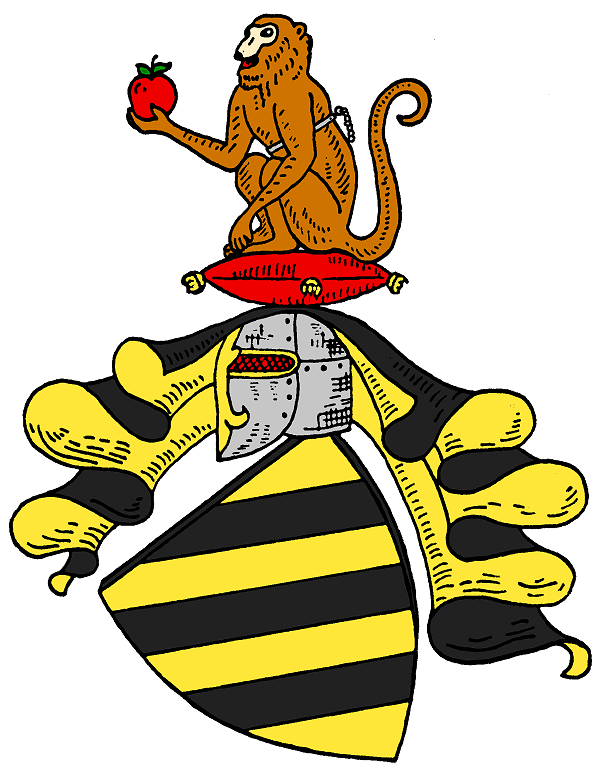
Wappen derer von Schlabrendorf

„1765 den 26. Oktober, in der Nacht gegen 12 Uhr, ist in Breslau der weiland hochwohlgeborene Herr Gustav Albrecht von Schlabrendorf, Sr. K. M. in Preußen wohlbestallter Generalmajor von der Cavallerie und Chef eines Regiments Cürassier, Erb- und Gerichtsherr zu Gröben, Jütchendorf und Waßmannsdorf, nachdem er dem hohen K. Hause 41 Jahr und 11 Monate rühmlichst gedient und sein Alter auf 61 Jahre 10 Monate und 4 Tage gebracht hat, selig in dem Herrn entschlafen, und darauf den 10. Dezember c. a. von Breslau nach Gröben gebracht und in dem hochadligen Erbbegräbniß hierselbst beigesetzt worden.“

In der Mitte des 19. Jahrhunderts endete der Besitzstand derer von Schlabrendorfs in der Region (Gröben).

#### Der Soldatenkönig in Jütchendorf
Eine Geschichte, auch wenn sie nur eine Anekdote sein sollte, deutet darauf hin, dass die Jütchendorfer in der ersten Hälfte des 18. Jahrhunderts nicht unbedingt zu den königstreuesten Bürgern der Mark gehörten. Das rund neun Kilometer südwestlich gelegene Stangenhagen bildete zu dieser Zeit bis zum Wiener Kongress 1815 eine sächsische Exklave mitten in Brandenburg, die viele märkische Deserteure anzog. Bei einer Durchreise soll sich der Soldatenkönig Friedrich Wilhelm I. unerkannt unter die Gäste des Wirtshauses in Jütchendorf gemischt haben, als diese sich über ein königliches Fahndungsschreiben nach einem Deserteur lustig machten. Der Dorfschulze verlas das Schreiben, übersetzte das königliche Siegel L.S. (Locus Sigilli – An Stelle des Siegels) ironisch mit laß schleifen und drückte seine Hoffnung aus, der arme Teufel möge es bis ins sächsische Stangenhagen schaffen. Wütend soll sich der König zu erkennen gegeben und das L.S. mit lauf schnell übersetzt haben: er ließ den Dorfschulzen bis nach Potsdam laufen und dort festsetzen. Sollte der Deserteur entkommen, sollte der Dorfschulze an seiner Stelle dienen.

## Naturraum und Naturraumgeschichte

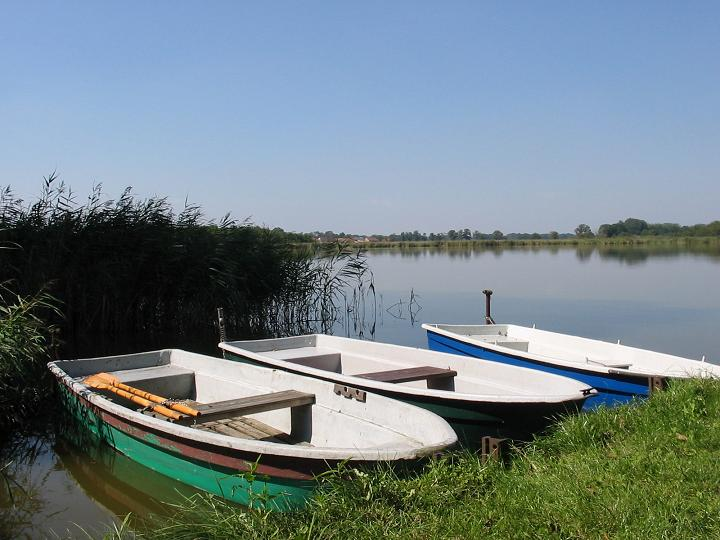
Gröbener See, Blick von Jütchendorf nach Gröben

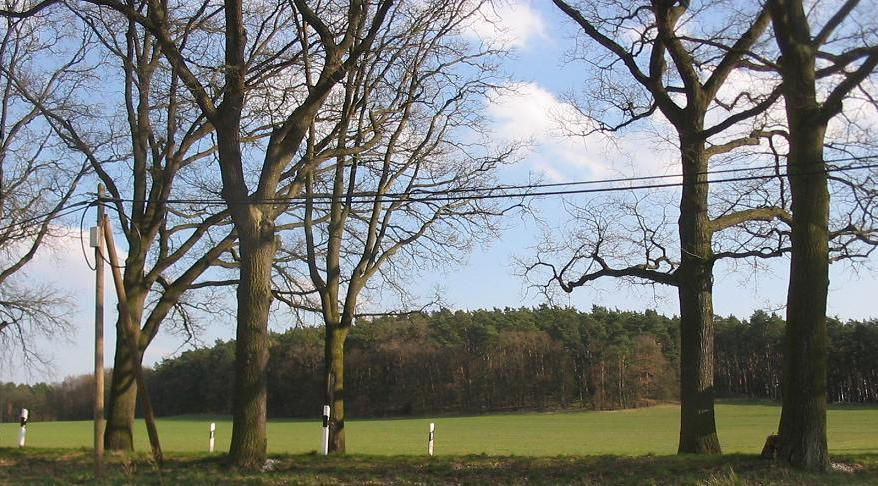
Jütchendorfer Berg, 62 Meter über NN (ehemaliger Weinberg)

Während Jütchendorf kulturräumlich zum Teltow zählt, gehört das Dorf geologisch zur Nuthe-Nieplitz-Niederung, die das Teltow-Plateau nach Westen begrenzt und die als Naturschutzgebiet ausgewiesen ist. Naturnahe Bruchwälder und überflutete Wiesen dominieren das Landschaftsbild. Die Nuthe und der fast verlandete Arm der Alten Nuthe führen südlich direkt am Dorf vorbei. Rund 800 Meter nordwestlich mündet die Nieplitz in die Nuthe. Drei kleine Seen liegen südöstlich am Dorf. Die künstlichen Seen entstanden aus Gruben, die in den 1910er beziehungsweise 1930er Jahren zur Kiesgewinnung für den Bau der Berliner Avus und des Berliner Olympiastadions ausgehoben wurden. Der Naturraum um Jütchendorf und seine Flora und Fauna sind geprägt von den Charakteristika der Niederung Naturpark Nuthe-Nieplitz. An Besonderheiten des Jütchendorfer Naturraums und seiner Geschichte sind der Jütchendorfer Berg, ein ehemaliger Weinberg, das Große Nuthe-Moor und die historischen Nuthe-Überschwemmungen erwähnenswert.

### Jütchendorfer Berg (Weinberg)

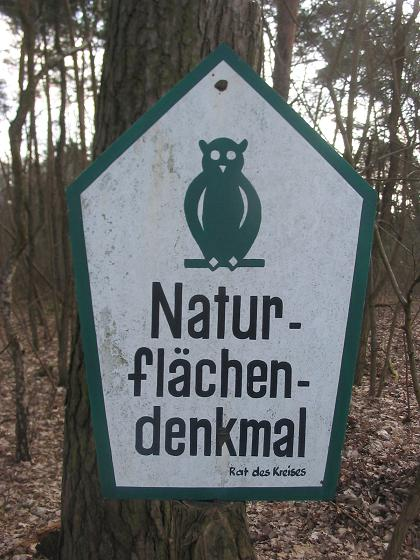
Altes DDR-Schild „Naturflächen-
denkmal“ an einem Bruchwald am Fuß des Jütchendorfer Berges

Nordöstlich des Dorfzentrums erhebt sich der 62 Meter hohe Jütchendorfer Berg um rund 26 Meter über das Niveau der Niederung. Die Bergkuppe ist von Kiefern bestanden. Am Westfuß des Berges liegt ein kleines Bruchgebiet mit einem Tümpel, das in der DDR-Zeit als Naturflächendenkmal ausgewiesen war. Die alten Naturflächendenkmal-Schilder des Kreises Zossen stehen immer noch an dem Gebiet.
Eine Karte aus dem Jahr 1683 zeigt den Berg noch als Weinberg und mit einer Dreiteilung, die das Anbaugebiet zu je einem Drittel Gröben, Siethen und Jütchendorf zuweist. Der Weinanbau der Region endete spätestens im 18. Jahrhundert, als mehrere aufeinanderfolgende sehr kalte Winter die Rebstöcke erfrieren ließen und die Einfuhr von Wein aus südlicheren Breiten die Kulturen unrentabel machte. So vermerkt das Gröbener Kirchenbuch für das Jahr 1762: „[…] vom 7. bis 10. Mai hat es so stark gefroren, daß alle Weinberge hier herum erfroren sind.“ Die Qualität des Weins dürfte der des benachbarten Großbeuthener Weinbergs entsprochen haben, der überwiegend in der Zossener Essigfabrik gelandet ist (dort erbrachten 1782 zehn Morgen Weinberge lediglich noch drei Fass Wein à 13 Taler).

### Sackgassendorf am Großen Nuthe-Moor

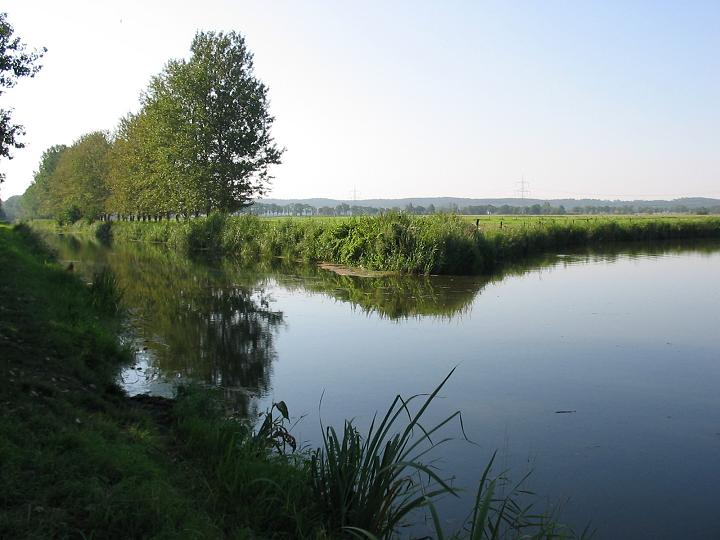
Mündung der Nieplitz in die Nuthe (Nuthe im Vordergrund) am ehemaligen „Großen Nuthemoor“ – Im Hintergrund die Glauer Berge

Bis 1782, als die Niederung auf Anordnung von Friedrich dem Großen zur Entwässerung mit Meliorationsgräben durchzogen wurde, bildete die östliche Umgebung Jütchendorfs eine sumpfige Wildnis aus Wasser, Strömen, Busch und Schilf. Das Große Nuthe-Moor schnitt den Ort, der zu dieser Zeit noch ein Sackgassendorf war, nach Westen ab. Das Nachbardorf Schiaß war auf direktem Weg nicht erreichbar und noch die Pharus-Karte von 1903 zeigt lediglich einen Feldweg zwischen den beiden Dörfern. Auch herrschaftspolitisch spiegelte sich die naturräumliche Grenze wider, denn der Thümensche Winkel westlich des Flusses wurde im späten Mittelalter und bis in das neunzehnte Jahrhundert der Neuzeit von der Familie von Thümen beherrscht. Die Familie hatte ihren Hauptsitz im rund neun Kilometer südwestlich gelegenen Stangenhagen.

### Überschwemmungen
Bis in die Neuzeit war die Nuthe ein deutlich mächtigerer Strom als das heute in weiten Strecken kanalisierte Gewässer und diente lange für die Flößerei. Seit 1776 sind Nuthe und Nieplitz immer wieder reguliert und begradigt worden. Zuvor waren Überschwemmungen in der Niederung eine ernste Bedrohung. Vieh ertrank und Ernten verfaulten auf den nassen Feldern. Das Gröbener Kirchenbuch notiert beispielsweise im Jahr 1755: „In diesem Jahre hat allhier, wegen des überhand genommenen großen Wassers, kein Heu können gemäht werden, und sind aus eben dieser Ursach auch beide Erndten gar schlecht ausgefallen.“ Diese vom Fluss verursachte Not gab dem Fluss möglicherweise den Namen, denn Noth leitet sich aus dem altdeutschen Nuth ab (andere Namensableitungen siehe bei Nuthe). Die landwirtschaftlich genutzten Flächen, die östlich der Wohnbebauung liegen, werden durch den Jütchendorfer Graben in die Nuthe entwässert. Zur Kanalisation der Flüsse und Melioration des Gebiets siehe Flussgeschichte im Naturpark.

## Persönlichkeiten
- Robert Bartko, Radprofi, lebt in Jütchendorf
- Claus und  Wera Küchenmeister